# ラウド・ハウス
『ラウド・ハウス』（原題：The Loud House）は、クリス・サヴィーノ原作・監督、ニコロデオン制作のアメリカのテレビアニメである。このシリーズは、11人の子を持つ大家族でただ一人の男児リンカーン・ラウドの混沌とした日常生活を中心に展開している。シリーズにおいて、アメリカでは2016年5月2日にニコロデオンで放送開始された。日本では2021年4月28日から2023年4月27日までRakuten TVまで配信され、同年8月23日に日本版のニコロデオンでも放送開始した。このほか、Amazon Prime Video、FOD、hulu、J:COM STREAMとWOWOWオンデマンドのParamount+内でも配信されている。2022年10月7日から2023年3月31日までBS11でシーズン1が放送された。
このシリーズは、2013年にサヴィーノが制作した短編をニコロデオンで実施されているアニメーター育成プログラムに応募し、翌年にはシリーズ化が決定された。このシリーズは、5人の姉妹を持ち、大家族で育ったサヴィーノの幼少時代に基づいており、そのアニメーションは『ピーナッツ』などのような新聞のコミックの影響を大きく受けている。

## ストーリー
舞台はクリス・サヴィーノの故郷ロイアル・オークをモデルとしたミシガン州にある架空の町ロイアル・ウッズ。リンカーン・ラウドは11人の子供を持つ家族の中で唯一の男の子で、いわゆる「真ん中っ子」である。彼は一人一人が独特の雰囲気を持つ10人の姉妹がいる。クールな長女ロリー、楽天家でファッショニスタなレニ、ミュージシャンのルナ、コメディアンのルアン、スポーツが得意なリン、ゴス系のルーシー、正反対の双子のローラとラナ、天才のリサ、赤ちゃんのリリィ。
リンカーンは作品の語りも兼ねており、時には家の混沌とした状況や姉弟関係を視聴者に説明するために第四の壁を破り、家での生活をより良くするための計画を考えている。
シーズン5でロリはフェアウェイ大学、リンカーンは中学校、リリーは幼稚園に通って。

## キャラクター

### メイン（ラウド家族と仲間たち）
本作のメインキャラクターである11姉弟は全てファーストネームの頭文字が「L」であり、イニシャルも「L・L」になる。
リンカーン・ラウド

声：ショーン・ライアン・フォックス（パイロット）、グラント・パーマー（エピソード1 - 22）、コリン・ディーン（エピソード23 - 70A）、ジャックソン・ペッティー（エピソード69のみ、歌う）、テックス・ハモンド（エピソード70B - 99） 、アッシャー・ビショップ（エピソード100 - 133）、ベントリー・グリフィン（134 - 現在） / 斎藤千和
ラウド家の真ん中っ子で家族唯一の息子。12歳（最初の4シーズンで11歳）。髪の色は白ですきっ歯。漫画（特にスーパーヒーロー「エース・サビー」）に対する情熱を持ち、下着もアメコミ風。家の混沌とした状況について聴衆に話すことによって、第4の壁を定期的に破っている。「Not a Loud」で明らかになったように、誕生はアメリカ合衆国のファーストレディに助けられた。
日本吹き替えの一人称は「ぼく」また「君」。
ロリ・ラウド
声：キャサリン・テイバー / 日笠陽子
ラウド家の長女で18歳（シーズン5の前に17歳）。11人の中で唯一の運転免許証持ち。短気で皮肉屋、リンカーンや姉妹に向かって恩着せがましい性格だが、家族に対して深く気遣っている。口癖は「文字通り（literally）」。頻繁にスマートフォンをいじっており、ボビーという名前のボーイフレンドがいる。
第5シーズンでフェアウェイ大学に転校した。
レニ・ラウド
声：リリアナ・マミー / 小松奈生子
ラウド家の次女で17歳（シーズン5の前に16歳）。常に頭の上にサングラスをかぶっている。ファッションデザイン・木彫り・ロックピッキングでは優れた才能を見せる。弱点はクモ（「Along Came a Sister」より）。たまにロリーの服を勝手に着ることがある。
第5シーズンでロリがフェアウェイ大学にいる間、家の中で最年長の兄弟になる。
ルナ・ラウド
声：ニカ・フッターマン / 田村睦心
ラウド家の三女で16歳（シーズン5の前に15歳）。話し方にイギリス訛りが見られる。彼女はワイルドで陽気なミュージシャンで、様々な楽器を所持しているが、基本的には紫のエレクトリックギターを多く使う。「For Bros About to Rock」では、ルナが兄弟姉妹の最初のコンサートをすべて台無しにしてしまったことが明らかになった。彼女はまた、末っ子リリィを他の兄弟姉妹から最も守っている。バイセクシャルである（「L Is For Love」より）。
ルアン・ラウド
声：クリスティーナ・プセリ / 松岡美里
ラウド家の四女で15歳（シーズン5の前に14歳）。家族のコメディアンでルナのルームメイト。ポニーテールと花のアクセサリーが特徴。会話にしばしばダジャレを混ぜることが多い。「ミスター・ココナッツ」という名前の木製の腹話術人形を所持している。エイプリルフールのいたずらに執着的で、彼女の家族とクライドはその日を完全に恐れている。パントマイムが得意。歯は矯正中である。
リン・ラウド・ジュニア
声：ジェシカ・ディ・シコ / 大西沙織
ラウド家の五女で14歳（シーズン5の前に13歳）。彼女は真っ先に兄弟同士の競争を始めることが多く、さまざまなスポーツが得意。サッカーボール、バスケットボール、サッカー、そして多数のホッケースティックを所持している。また、空手やルチャリブレ、パルクールなど武道にも優れて才能を持っている。たまにリンカーンのズボンを突然脱がすなどのいたずらを仕掛ける。リンは、彼女を「リン・ジュニア」として扱った父親の名前にちなんで名づけられている（「Overnight Success」より）。
ルーシー・ラウド
声：ジェシカ・ディ・シコ / 日笠陽子
ラウド家の六女で9歳（シーズン5の前に8歳）。ゴス系であり、趣味はポエムを書くことで、吸血鬼などゴシック・フィクションへの興味を持つ。彼女は青白い肌をしており長い黒髪で目を隠している。神出鬼没に現れることが多く、リンカーンには存在を忘れられがち。一見無表情だが、兄弟姉妹で留守番の時にはフードファイトをするやんちゃな一面も持つ。
ラナ・ラウド
声：グレイ・デリスル・グリフィン / 綾瀬有
ラウド家の七女で7歳（「Strife of the Party」の前に6歳）。ローラとは双子。ラナはローラの2分前に生まれ、上の歯に隙間がある。好きな事は泥遊びと機械いじり。ラナは動物全般が好きでその中でもカエルのホップスとは親友ともいえるほど仲が良く、お互い一緒に行動することも多い。また、車や配管等にも詳しく、それらのメンテナンスや修理も難なく行える優れた技量も持ち合わせている。高所恐怖症である（「Baby Steps」より）。
ローラ・ラウド
声：グレイ・デリスル・グリフィン / 長縄まりあ
双子の姉ラナと同じくラウド家の八女で7歳（「Strife of the Party」の前に6歳）。上の歯に隙間がある。好きな事はメイクした自分を鏡で見る事とティーパーティー。天使の様な笑顔で悪魔の様ないたずらを企てる悪賢い性格。基本的に足がドレスで隠れている。
リサ・ラウド
声：ララ・ジル・ミラー / 田村睦心
ラウド家の九女。5歳（シーズン5の前に4歳）ながら博士号を所持している。複雑な方程式や数学の問題を解決したり、兄弟やクライドをテスト対象として使ったりして精巧な実験をするのが好き。丸いメガネをかけており、『ルーニー・テューンズ』のシルベスター・キャットのような舌足らずな話し方をする。実験をするときは狂ったように笑う。「Heavy Meddle」と「11 Louds a Leapin'」に見られるように、ほとんど無表情である。「April Fools Rules」では、リサのミドルネームはマリーであることが明かされた。「Snow Bored」では、リサがNASAと接触していることが明かされた。
リリー・ラウド
声：グレイ・デリスル・グリフィン / 長縄まりあ
ラウド家の十女で2歳の幼児（シーズン5の前に1歳の赤ん坊）。リンカーンと仲が良く、彼女を何度かベビーシッターしたことがある。時折、兄弟や親のいずれかが長距離を運ぶことがある。彼女は事あるごとにおむつを失うというジンクスがある。いつも素足である。
クライド・マクブライド
声：カレエル・ハリス（エピソード1 - 60A）、アンドレ・ロビンソン（エピソード60B - 130）、Jahzir Bruno（エピソード131 - 145）、ジェイデン・ホワイト（エピソード149 - 現在） / 髙野麻美
リンカーンの親友であり、ハワードとハロルドの養子である不思議な12歳（シーズン5の前に11歳）の男の子。彼はアフリカ系アメリカ人の子であり、ほとんどすべての時間をリンカーンのために費やしている。ビデオゲームやSF映画など多くの興味をリンカーンと共有している。彼はロリーに恋心を抱えており、彼女が彼に話しかけたときに失神する傾向がある。

### ペット動物
- チャールズ（ディー・ブラッドリー・ベイカー） - チャールズ・シュルツにちなんで命名されたラウドファミリーのピットブルテリア。
- クリフ（ディー・ブラッドリー・ベイカー） - クリフ・ステレットにちなんで名付けられたラウド家族のペットの短髪の猫。
- ジオ（オードリー・ヴァシレフスキー） - ジョージ・ヘリマンにちなんで命名されたラウドファミリーのペットハムスター。ハムスターボールで移動する。
- ウォルト（ディー・ブラッドリー・ベイカー） - ウォルト・ケリーにちなんで命名されたラウドファミリーのペット用カナリア彼はいつも顔に怒っている表現をしている。
- ホップス - カエルでラナの飼い主。
- イジー - ラナのペットのトカゲ。
- ファングス - ルーシーのペットのコウモリ。血を吸うのが好き。
- ゲイリー - ルアンのペットのウサギ。
- バイティー - ラナのペットのネズミ。
- エル・ディアブロ - ラナのペットのヘビ。
- ゴールディー - 死んだ金魚。

### 脇役
- リン・ラウド・シニア（ブライアン・ステパネク / 玉井勇輝） - ラウドの子供の父。2番目のシーズンまで彼の顔の全ては見えない。リン・シニアは、しばしば彼の子供たちの間の戦いを崩壊させてから、遠くに行く。
- リタ・ラウド（ジル・タリー / 小松奈生子） - ラウドの子供たちの母親。
- ハワード・マクブライド（マイケル・マクドナルド / 玉井勇輝）とハロルド・マクブライド（ウェイン・ブレイディ / 丹沢晃之） - クライドは息子の幸福を心配している過保護な父親。
- ロベルト・アレハンドロ・マルティネス＝ミラン・ルイス・"ボビー"・サンティアゴ・ジュニア（カルロス・ペネベガ / 大塚剛央） - 17歳。ロリのボーイフレンド、ロニーアンの兄。
- ロニー・アン・サンティアゴ（ブリアンナ・イデ（第1 - 3シーズン）、イザベラ・アルバレス（第4シーズン - 現在） / 釘宮理恵） - リンカーンの学友であるボビーの妹。
- バッド・グラウス（ジョン・ディマッジョ / ?） - 大家族の高齢者の隣人。
- アルバート（フレッド・ウィラード（2016年〜2020年）、クリストファー・スウィンドル（「Resident Upheaval」のみ）、Piotr Michael（現在の声）/?） - ラウドキッズの祖父、リタの父。老人ホーム在住。
- ミック・スワガー（ジェフ・ベネット / 鈴木達央） - ロックミュージシャン。
- リアム・ハニーカット（ララ・ジル・ミラー / ?） - リンカーンのクラスメートで親しい友人の一人。
- ラスティ・スポークス（ワイアット・グリズウォルド（シーズン1〜シーズン4）、Owen Rivera-Babbey（シーズン5）、ディエゴ・アレクサンダー〈現在の声〉 / ?） - リンカーンのクラスメートで親しい友人の一人。
- ザック・ガードル（ジェシカ・ディ・シコ / ?） - リンカーンのクラスメートで親しい友人の一人。
- ステラ・ザウ（Haley Tju） - リンカーンのクラスメートで親しい友人の一人。
- シッド・チャング（Leah Mei Gold） - ロニー・アンの親友と隣人。12歳。彼女と彼女の家族は「Friended! with the Casagrandes」でグレートレークスシティにアパートに引っ越す。
- アデレード・チャング（Lexi Sexton） - シッドの妹。
- ベッカ・チャング（メリッサ・ジョーン・ハート） - チャングの母、スタンリーの妻。
- スタンリー・チャング（ケン・チョン） - チャングの父、ベッカの夫。
- ジョーダン（キャサリン・テイバー / ?） - リンカーンのクラスメートの一人。
- チャンドラー・マッキャン（Daniel DiVenere / ?）- シーズン5以降はリンカーンのライバルとなる。
- マートル（ジェニファー・クーリッジ） - アルバートのガールフレンド。ラウドキッズの「おばあちゃん」（血縁関係は無し）。
- ハリエット - ラウドファミリーの一員。
- ブラッティ・キッド (後にコナー・ ピングリー）（キャルビン・ズウィッカー）
- ホーク'（ウィルバー・ザルディバー）とハンク（マテウス・ウォード）
- シュミティ（ディー・ブラッドリー・ベイカー）
- コリンヌ（ジャン・ジョンズ）
- ミシェル（レイチェル・ブテラ、ミシェル・ルイスによる歌）とダグ（ダグ・ロックウェル）
- サム・シャープ（ジル・テリー）

### カサグランデ家族
- アルトゥーロ・サンティアゴ（エウジェニオ・ダーベス）マリアの夫、ボビーとロニー・アンの父。
- マリア・カサグランデ・サンティアゴ（スマリー・モンタノ / 松尾絵那） - 43歳。ボビーとロニー・アンの母、ローザとヘクターの娘。彼女は看護師として働く。
- ローザ・カサグランデ（ソニア・マンザーノ / 秋保佐永子） - 63歳。カルロスとマリアの母親であり、カサグランデの子供たちの祖母。
- ヘクター・ロドリゴ・カサグランデ・グティエレス（ルーベン・ガーフィアス / 丹沢晃之） - 67歳（「Face the Music with the Casagrandes」の前に66歳）。カルロスとマリアの父、カサグランデの子供たちの爺。
- カルロス・カサグランデ（カルロス・アラズラキ / 柳田淳一） - 45歳。カサグランデの子供たちの父、ロニー・アンとボビーの叔父。
- フリーダ・プガ・カサグランデ（ロクサナ・オルテガ / 小松奈生子） - 42歳。カサグランデの子供たちの母親、ロニー・アンとボビーの叔母。
- カルロタ・カサグランデ（アレックサ・ペネベガ / 植田佳奈） - 17歳。カサグランデ家族の長男と唯一の女の子。
- カルロス・"CJ"・カサグランデ・ジュニア（ジャレッド・コザック / 天﨑滉平） - 13歳。カサグランデ家族の長男。ダウン症。
- カルリーノ・"カール"・カサグランデ（アレックス・カザレス / 松岡美里） - 8歳。カサグランデ家族の次男。
- カルリトス・カサグランデ（ロクサナ・オルテガ（2017年 - 2019年）、クリスティナ・ミリツィア〈現在の声〉 / 植田佳奈） - 1歳。最年少の息子、彼の周りの人々を模倣する幼児。
- セルジオ（カルロス・アラズラキ / ?） - 赤いオウム。
- ラロ（ディー・ブラッドリー・ベイカー） - 大きな黄色い犬。

### ミラー家族
第一印象では、ミラー家族は通常の完璧な家族であることが示されている。しかし、ロイヤルウッズの人々には知られていないが、ミラー家族は実際には、すべてのサクランボを破壊するために「桃の起業家の秘密の地下社会が酸っぱい輸出をニクジングする」(または略して「SUSPENSE」) と呼ばれる邪悪なスパイ組織のために働いているスパイ家族であった。ジョージアの桃が「世界を支配する」ことができるように、ロイヤルウッズを含む世界で。
- ジェフ・ミラー（ジョン・ディマジオ） - ミラー家族のパパ。
- カーリー・ミラー（アニー・セルティッチ） - ミラー家族のママ。
- ライアン・ミラー（ピアース・ガニョン） - ミラー家族の息子。

### ロイヤルウッズ小学校
- ウィルバー・T・ハギンズ（スティーヴン・トボロウスキー） - ロイヤルウッズ小学校の校長。
- アグネス・ジョンソン（スーザン・ブレイクスリー） - リンカーンとクライドが教師として持っていたロイヤルウッズ小学校の5年生の教師。
- シェリル（グレイ・デリスル・グリフィン） - 南部のアクセントで話すロイヤルウッズ小学校の学校秘書。
- パコウスキー馬車（ジェフ・ベネット） - 厳格で権威主義的な性格のロイヤルウッズ小学校の体育教師。
- ハイク（ジョージー・キダー） - ルーシーの友達の一人で、ルーシーが所属しているのと同じ「モルティシャンズクラブ」のメンバーである11歳のゴス少女。
- ノルム（ジェフ・ベネット） - ロイヤルウッズ小学校の管理人。
- パティ看護（ララ・ジル・ミラー） - ロイヤルウッズエレメンタリーの41歳のフレンドリーな学校の看護師。

### 代替世界
代替宇宙からのキャラクター。

#### ジェンダーベンドラウド家族
- リンカ・ラウド（コリン・ディーン）
- ロキ・ラウド（セス・グリーン）
- ロニー・ラウド（ショーン・アスティン）
- ルーク・ラウド（グレッグ・サイプス）
- レーン・ラウド（ロブ・ポールセン）
- リン・ラウド（少年）（ジェシカ・ディ・シコ）
- ラース・ラウド（ジェシカ・ディ・シコ）
- レイフ・ラウド（グレイ・デリスル・グリフィン）
- レックス・ラウド（グレイ・デリスル・グリフィン）
- リバイ・ラウド（ララ・ジル・ミラー）
- レオン・ラウド（グレイ・デリスル・グリフィン）
- 父（代替次元）（ブライアン・ステパネク）
- 母（代替次元）（ジル・タリー）

##### その他
- クライド・マクブライド（女性）
- ベベ・サンティアゴ

#### ラウドラビット家族
- ウォーレン（コリン・ディーン）
- ベティ（キャサリン・テイバー）
- ビバリー（キャサリン・テイバー）
- ブレア（リリアナ・マミー）
- ブレンダ（リリアナ・マミー）
- バーバラ（ニカ・フッターマン）
- ボーディ（ニカ・フッターマン）
- ベベ（クリスティーナ・プチェッリ）
- ビッパ（クリスティーナ・プチェッリ）
- ベイリー（ジェシカ・ディ・シコ）
- ベラ（ジェシカ・ディ・シコ）
- ベルナデット（グレイ・デリスル・グリフィン）
- ベウラ（グレイ・デリスル・グリフィン）
- ベアトリス（ララ・ジル・ミラー）
- ブランチ（ララ・ジル・ミラー）
- ベサニー（クリッシー・カンノーネ）
- ブリー（クリッシー・カンノーネ）
- バーニス（ブレア・ディヌッチ）
- ベルタ（ブレア・ディヌッチ）
- ビアンカ（アルタラ・ミシェル）
- ブルック（アルタラ・ミシェル）
- ベリンダ（レア・モレノ・ヤング）
- バーディー（レア・モレノ・ヤング）
- ベス（リサ・シャファー）
- ブランディ（リサ・シャファー）
- ブリジット

##### その他
- ダニー（カレエル・ハリス）
- 新しい女（Haley Tju）
- ビッグ・キッド（アディー・チャンドラー）

## 日本語版スタッフ
- 翻訳：中島絵里、山部節子
- 演出：飯村靖雄
- 日本語版制作：ブロードメディア株式会社

## エピソードリスト

### 第1シーズン（2016年）
| 話数 | サブタイトル                 | 原題                                   | 備考 | 放送日         | 放送日        |
| 話数 | サブタイトル                 | 原題                                   | 備考 | アメリカ       | 日本          |
| ---- | ---------------------------- | -------------------------------------- | ---- | -------------- | ------------- |
| 1    | 暗闇はイヤだ!                | "Left in the Dark"                     |      | 2016年5月2日   | 2021年4月28日 |
| 1    | メッセージを消せ!            | "Get the Message"                      |      | 2016年5月2日   | 2021年4月28日 |
| 2    | おせっかいなきょうだいたち   | "Heavy Meddle"                         |      | 2016年5月3日   | 2021年4月28日 |
| 2    | トロフィーが欲しい!          | "Making the Case"                      |      | 2016年5月3日   | 2021年4月28日 |
| 3    | 天然レニの運転免許           | "Driving Miss Hazy"                    |      | 2016年5月9日   | 2021年4月28日 |
| 3    | リーダーは誰?                | "No Guts, No Glori"                    |      | 2016年5月10日  | 2021年4月28日 |
| 4    | スイート・スポット           | "The Sweet Spot"                       |      | 2016年5月6日   | 2021年4月28日 |
| 4    | 大人の仲間入り               | "A Tale of Two Tables"                 |      | 2016年5月6日   | 2021年4月28日 |
| 5    | プロジェクトを遂行せよ!      | "Project Loud House"                   |      | 2016年5月5日   | 2021年4月28日 |
| 5    | 休暇の行き先                 | "In Tents Debate"                      |      | 2016年5月5日   | 2021年4月28日 |
| 6    | 静かな音                     | "Sound of Silence"                     |      | 2016年5月19日  | 2021年4月28日 |
| 6    | 最高のルームメート           | "Space Invader"                        |      | 2016年5月20日  | 2021年4月28日 |
| 7    | 完璧な家族写真               | "Picture Perfect"                      |      | 2016年5月11日  | 2021年4月28日 |
| 7    | 譲れない習慣                 | "Undie Pressure"                       |      | 2016年5月12日  | 2021年4月28日 |
| 8    | プールで遊ぼう!              | "Linc or Swim"                         |      | 2016年5月13日  | 2021年4月28日 |
| 8    | リリーは僕の分身             | "Changing the Baby"                    |      | 2016年5月18日  | 2021年4月28日 |
| 9    | 一夜の成功                   | "Overnight Success"                    |      | 2016年7月20日  | 2021年4月28日 |
| 9    | 家族の結びつけるもの         | "Ties That Bind"                       |      | 2016年6月7日   | 2021年4月28日 |
| 10   | お下がり                     | "Hand-Me-Downer"                       |      | 2016年5月16日  | 2021年4月28日 |
| 10   | 犯人を捜せ!                  | "Sleuth or Consequences"               |      | 2016年5月17日  | 2021年4月28日 |
| 11   | 秘密はカオスの始まり?!       | "Butterfly Effect"                     |      | 2016年6月9日   | 2021年4月28日 |
| 11   | シロクマを救え!              | "The Green House"                      |      | 2016年6月8日   | 2021年4月28日 |
| 12   | クモのフランク               | "Along Came a Sister"                  |      | 2016年5月4日   | 2021年4月28日 |
| 12   | お手伝いは大変だ!            | "Chore and Peace"                      |      | 2016年5月4日   | 2021年4月28日 |
| 13   | 初めてのコンサート           | "For Bros About to Rock"               |      | 2016年6月6日   | 2021年4月28日 |
| 13   | お金ときょうだい             | "It's a Loud, Loud, Loud, Loud, House" |      | 2016年6月10日  | 2021年4月28日 |
| 14   | カエルとティアラ             | "Toads and Tiaras"                     |      | 2016年7月21日  | 2021年4月28日 |
| 14   | 赤ちゃんと2人の僕            | "Two Boys and a Baby"                  |      | 2016年7月19日  | 2021年4月28日 |
| 15   | 助け合い精神                 | "Cover Girls"                          |      | 2016年8月1日   | 2021年4月28日 |
| 15   | ダブルデート                 | "Save the Date"                        |      | 2016年8月4日   | 2021年4月28日 |
| 16   | 僕を見て!                    | "Attention Deficit"                    |      | 2016年8月3日   | 2021年4月28日 |
| 16   | リムジン・マジック           | "Out on a Limo"                        |      | 2016年8月2日   | 2021年4月28日 |
| 17   | ラウド・ハウス・ミュージック | "House Music"                          |      | 2016年7月18日  | 2021年4月28日 |
| 17   | 車輪の冒険                   | "The Adventures of the Wheels"         |      | 2016年7月22日  | 2021年4月28日 |
| 18   | エイプリルフールのルール     | "April Fools Rules"                    |      | 2016年9月23日  | 2021年4月28日 |
| 18   | シリアルのために             | "Cereal Offender"                      |      | 2016年10月18日 | 2021年4月28日 |
| 19   | 恋の伝道師                   | "Lincoln Loud: Girl Guru"              |      | 2016年9月13日  | 2021年4月28日 |
| 19   | ガレージセール               | "Come Sale Away"                       |      | 2016年9月12日  | 2021年4月28日 |
| 20   | 男らしさとは?                | "Roughin' It"                          |      | 2016年9月14日  | 2021年4月28日 |
| 20   | 忍耐勝負                     | "The Waiting Game"                     |      | 2016年9月15日  | 2021年4月28日 |
| 21   | フィールドの秘密             | "The Loudest Yard"                     |      | 2016年9月16日  | 2021年4月28日 |
| 21   | ひどい仕打ち                 | "Raw Deal"                             |      | 2016年10月19日 | 2021年4月28日 |
| 22   | ダンスの相手                 | "Dance, Dance Resolution"              |      | 2016年9月19日  | 2021年4月28日 |
| 22   | 記念すべきフェア             | "A Fair to Remember"                   |      | 2016年9月20日  | 2021年4月28日 |
| 23   | 10人の男兄弟                 | "One of the Boys"                      |      | 2016年10月17日 | 2021年4月28日 |
| 23   | おしゃべりローラ             | "A Tattler's Tale"                     |      | 2016年9月21日  | 2021年4月28日 |
| 24   | ファニー・ビジネス           | "Funny Business"                       |      | 2016年11月7日  | 2021年4月28日 |
| 24   | 雪よふれふれ!                | "Snow Bored"                           |      | 2016年11月8日  | 2021年4月28日 |
| 25   | 高すぎた入場料               | "The Price of Admission"               |      | 2016年10月15日 | 2021年4月28日 |
| 25   | ラウド家とインフルエンザ     | "One Flu Over the Loud House"          |      | 2016年10月15日 | 2021年4月28日 |
| 26   | 魅力的な先生                 | "Study Muffin"                         |      | 2016年10月20日 | 2021年4月28日 |
| 26   | 古くても大好きなわが家       | "Homespun"                             |      | 2016年9月22日  | 2021年4月28日 |

### 第2シーズン（2016年 - 2017年）
| 話数 | サブタイトル                   | 原題                                  | 備考 | 放送日         | 放送日        |
| 話数 | サブタイトル                   | 原題                                  | 備考 | アメリカ       | 日本          |
| ---- | ------------------------------ | ------------------------------------- | ---- | -------------- | ------------- |
| 27   | ラウド家のクリスマス           | "11 Louds a Leapin'"                  |      | 2016年11月25日 | 2022年3月7日  |
| 28   | 最悪な職業体験                 | "Intern for the Worse"                |      | 2016年11月9日  | 2022年3月7日  |
| 28   | 元気なおじいちゃん             | "The Old and the Restless"            |      | 2016年11月10日 | 2022年3月7日  |
| 29   | 赤ちゃんがやって来る!          | "Baby Steps"                          |      | 2017年1月10日  | 2022年3月7日  |
| 29   | 姉妹ゲンカ                     | "Brawl in the Family"                 |      | 2017年1月11日  | 2022年3月7日  |
| 30   | 残念な週末                     | "Suite and Sour"                      |      | 2017年1月9日   | 2022年3月7日  |
| 30   | やっぱり黒が好き               | "Back in Black"                       |      | 2017年1月12日  | 2022年3月7日  |
| 31   | リサの飛び級                   | "Making the Grade"                    |      | 2017年2月24日  | 2022年3月7日  |
| 31   | ワゴンジラを取り戻せ           | "Vantastic Voyage"                    |      | 2017年2月23日  | 2022年3月7日  |
| 32   | ブルーベル・スカウト           | "Patching Things Up"                  |      | 2017年3月15日  | 2022年3月7日  |
| 32   | 浮気者をこらしめろ             | "Cheater by the Dozen"                |      | 2017年3月16日  | 2022年3月7日  |
| 33   | 泥棒と鍵                       | "Lock 'N' Loud"                       |      | 2017年2月22日  | 2022年3月7日  |
| 33   | 消えた写真                     | "The Whole Picture"                   |      | 2017年2月21日  | 2022年3月7日  |
| 34   | 運が悪い僕                     | "No Such Luck"                        |      | 2017年3月13日  | 2022年3月7日  |
| 34   | カエル救出作戦                 | "Frog Wild"                           |      | 2017年3月14日  | 2022年3月7日  |
| 35   | やりたいことリスト             | "Kick the Bucket List"                |      | 2017年4月10日  | 2022年3月7日  |
| 35   | 楽しいパーティー               | "Party Down"                          |      | 2017年4月11日  | 2022年3月7日  |
| 36   | パパのご飯                     | "Fed Up"                              |      | 2017年4月12日  | 2022年3月7日  |
| 36   | エッグ・ベイビーを守れ         | "Shell Shock"                         |      | 2017年4月13日  | 2022年3月7日  |
| 37   | 思いがけない敵                 | "Pulp Friction"                       |      | 2017年4月14日  | 2022年3月7日  |
| 37   | ペットのいらだち               | "Pets Peeved"                         |      | 2017年5月15日  | 2022年3月7日  |
| 38   | 言葉に気をつけて               | "Potty Mouth"                         |      | 2017年6月14日  | 2022年3月7日  |
| 38   | Lを探せ                        | "L is for Love"                       |      | 2017年6月15日  | 2022年3月7日  |
| 39   | 引っ越しをとめろ作戦           | "The Loudest Mission: Relative Chaos" |      | 2017年5月29日  | 2022年3月7日  |
| 40   | 記念アルバム                   | "Out of the Picture"                  |      | 2017年5月16日  | 2022年3月21日 |
| 40   | ルームメートの相性             | "Room With a Feud"                    |      | 2017年5月17日  | 2022年3月21日 |
| 41   | 元に戻って                     | "Back Out There"                      |      | 2017年6月12日  | 2022年3月21日 |
| 41   | ルーシーと魔法                 | "Spell It Out"                        |      | 2017年5月18日  | 2022年3月21日 |
| 42   | ルアンのいないエイプリルフール | "Fool's Paradise"                     |      | 2017年6月13日  | 2022年3月21日 |
| 42   | パパの仕事                     | "Job Insecurity"                      |      | 2017年7月25日  | 2022年3月21日 |
| 43   | お化けは偽物?                  | "ARGGH! You For Real?"                |      | 2017年7月24日  | 2022年3月21日 |
| 43   | ロリは1人になりたい            | "Garage Banned"                       |      | 2017年7月24日  | 2022年3月21日 |
| 44   | クライドの心変わり             | "Change of Heart"                     |      | 2017年7月26日  | 2022年3月21日 |
| 44   | ダイエット作戦                 | "Health Kicked"                       |      | 2017年7月27日  | 2022年3月21日 |
| 45   | 将来のために                   | "Future Tense"                        |      | 2017年9月18日  | 2022年3月21日 |
| 45   | リンのひとり勝ち               | "Lynner Takes All"                    |      | 2017年7月28日  | 2022年3月21日 |
| 46   | お人よしリンカーン             | "Yes-Man"                             |      | 2017年9月19日  | 2022年3月21日 |
| 46   | ニセの友だち                   | "Friend or Faux?"                     |      | 2019年9月20日  | 2022年3月21日 |
| 47   | ジョークは卒業?                | "No Laughing Matter"                  |      | 2017年9月21日  | 2022年3月21日 |
| 47   | サプライズ・パーティー         | "No Spoilers"                         |      | 2017年10月16日 | 2022年3月21日 |
| 48   | 父と息子のチームワーク         | "Legends"                             |      | 2017年11月11日 | 2022年3月21日 |
| 48   | リンカーン・ハードコア         | "Mall of Duty"                        |      | 2017年11月11日 | 2022年3月21日 |
| 49   | 読書コンテスト                 | "Read Aloud"                          |      | 2017年10月17日 | 2022年3月21日 |
| 49   | 本当の家族                     | "Not a Loud"                          |      | 2017年10月18日 | 2022年3月21日 |
| 50   | 僕たちのハロウィン             | "Tricked!"                            |      | 2017年10月13日 | 2022年3月21日 |
| 51   | 泣かないでリリー               | "The Crying Dame"                     |      | 2017年11月24日 | 2022年3月21日 |
| 51   | SNS反対                        | "Anti-Social"                         |      | 2017年11月24日 | 2022年3月21日 |
| 52   | 閉じ込められた!?               | "Snow Way Down"                       |      | 2017年12月1日  | 2022年3月21日 |
| 52   | クライドの親離れ               | "Snow Way Out"                        |      | 2017年12月1日  | 2022年3月21日 |

### 第3シーズン（2018年 - 2019年）
| 話数 | サブタイトル               | 原題                        | 備考 | 放送日（アメリカ） |
| ---- | -------------------------- | --------------------------- | ---- | ------------------ |
| 53   |                            | "Tripped!"                  |      | 2018年6月25日      |
| 54   |                            | "White Hare"                |      | 2018年2月2日       |
| 54   | "Insta-gran"               |                             |      | 2018年2月2日       |
| 55   |                            | "Roadie to Nowhere"         |      | 2018年1月19日      |
| 55   | "A Fridge Too Far"         |                             |      | 2018年1月19日      |
| 56   |                            | "Selfie Improvement"        |      | 2018年1月26日      |
| 56   | "No Place Like Homeschool" |                             |      | 2018年1月26日      |
| 57   |                            | "City Slickers"             |      | 2018年2月9日       |
| 57   | "Fool Me Twice"            |                             |      | 2018年2月9日       |
| 58   |                            | "Net Gains"                 |      | 2018年3月9日       |
| 58   |                            | "Pipe Dreams"               |      | 2018年3月16日      |
| 59   |                            | "Fandom Pains"              |      | 2018年3月30日      |
| 59   |                            | "Rita Her Rights"           |      | 2018年4月6日       |
| 60   |                            | "Teachers' Union"           |      | 2018年4月13日      |
| 60   |                            | "Head Poet's Anxiety"       |      | 2018年6月4日       |
| 61   |                            | "The Mad Scientist"         |      | 2018年6月5日       |
| 61   |                            | "Missed Connection"         |      | 2018年9月20日      |
| 62   |                            | "Deal Me Out"               |      | 2018年6月6日       |
| 62   |                            | "Friendzy"                  |      | 2018年6月7日       |
| 63   |                            | "Pasture Bedtime"           |      | 2018年6月26日      |
| 63   | "Shop Girl"                |                             |      | 2018年6月26日      |
| 64   |                            | "Gown and Out"              |      | 2018年8月1日       |
| 64   |                            | "Breaking Dad"              |      | 2018年7月30日      |
| 65   |                            | "Ruthless People"           |      | 2018年6月28日      |
| 65   |                            | "What Wood Lincoln Do?"     |      | 2018年6月27日      |
| 66   |                            | "Scales of Justice"         |      | 2018年7月20日      |
| 66   | "Crimes of Fashion"        |                             |      | 2018年7月20日      |
| 67   |                            | "Absent Minded"             |      | 2018年7月31日      |
| 67   |                            | "Be Stella My Heart"        |      | 2018年8月2日       |
| 68   |                            | "Sitting Bull"              |      | 2018年9月18日      |
| 68   |                            | "The Spies Who Loved Me"    |      | 2018年9月19日      |
| 69   |                            | "Really Loud Music"         |      | 2018年11月23日     |
| 70   |                            | "House of Lies"             |      | 2018年9月17日      |
| 70   | "Game Boys"                |                             |      | 2018年9月17日      |
| 71   |                            | "Everybody Loves Leni"      |      | 2018年10月9日      |
| 71   |                            | "Middle Men"                |      | 2018年10月10日     |
| 72   |                            | "Jeers for Fears"           |      | 2018年10月11日     |
| 72   |                            | "Tea Tale Heart"            |      | 2018年10月12日     |
| 73   |                            | "The Loudest Thanksgiving"  |      | 2018年11月12日     |
| 74   |                            | "Predict Ability"           |      | 2019年2月4日       |
| 74   |                            | "Driving Ambition"          |      | 2019年2月5日       |
| 75   |                            | "Home of the Fave"          |      | 2019年2月6日       |
| 75   |                            | "Hero Today, Gone Tomorrow" |      | 2019年2月7日       |
| 76   |                            | "The Write Stuff"           |      | 2019年3月4日       |
| 76   |                            | "Racing Hearts"             |      | 2019年3月5日       |
| 77   |                            | "Stage Plight"              |      | 2019年3月6日       |
| 77   |                            | "Antiqued Off"              |      | 2019年3月7日       |
| 78   |                            | "Cooked!"                   |      | 2019年2月18日      |

### 第4シーズン（2019年 - 2020年）
| 話数 | サブタイトル           | 原題                                           | 備考 | 放送日（アメリカ） |
| ---- | ---------------------- | ---------------------------------------------- | ---- | ------------------ |
| 79   |                        | "Friended! with the Casagrandes"               |      | 2019年5月27日      |
| 80   |                        | "Power Play with the Casagrandes"              |      | 2019年6月10日      |
| 80   |                        | "Room for Improvement with the Casagrandes"    |      | 2019年6月11日      |
| 81   |                        | "Roll Model with the Casagrandes"              |      | 2019年6月12日      |
| 81   |                        | "No Show with the Casagrandes"                 |      | 2019年6月13日      |
| 82   |                        | "Face the Music with the Casagrandes"          |      | 2019年6月17日      |
| 82   |                        | "Pranks for the Memories with the Casagrandes" |      | 2019年6月18日      |
| 83   |                        | "Store Wars with the Casagrandes"              |      | 2019年6月19日      |
| 83   |                        | "Lucha Fever with the Casagrandes"             |      | 2019年6月20日      |
| 84   |                        | "Washed Up"                                    |      | 2019年7月15日      |
| 84   |                        | "Recipe for Disaster"                          |      | 2019年7月16日      |
| 85   |                        | "Present Tense"                                |      | 2019年7月17日      |
| 85   |                        | "Any Given Sundae"                             |      | 2019年7月18日      |
| 86   |                        | "Can't Hardly Wait"                            |      | 2019年10月26日     |
| 86   | "A Mutt Above"         |                                                |      | 2019年10月26日     |
| 87   |                        | "Love Birds"                                   |      | 2019年11月2日      |
| 87   | "Rocket Men"           |                                                |      | 2019年11月2日      |
| 88   |                        | "A Grave Mistake"                              |      | 2019年9月2日       |
| 88   | "Leader of the Rack"   |                                                |      | 2019年9月2日       |
| 89   |                        | "Tails of Woe"                                 |      | 2019年10月19日     |
| 89   | "Last Loud on Earth"   |                                                |      | 2019年10月19日     |
| 90   |                        | "Stall Monitor"                                |      | 2019年11月9日      |
| 90   | "A Pimple Plan"        |                                                |      | 2019年11月9日      |
| 91   |                        | "Kings of the Con"                             |      | 2019年10月14日     |
| 92   |                        | "Good Sports"                                  |      | 2019年11月16日     |
| 92   | "Geriantics"           |                                                |      | 2019年11月16日     |
| 93   |                        | "Exchange of Heart"                            |      | 2020年1月25日      |
| 93   | "Community Disservice" |                                                |      | 2020年1月25日      |
| 94   |                        | "Deep Cuts"                                    |      | 2020年2月1日       |
| 94   | "Game Off"             |                                                |      | 2020年2月1日       |
| 95   |                        | "Write and Wrong"                              |      | 2020年4月27日      |
| 95   |                        | "Purrfect Gig"                                 |      | 2020年4月29日      |
| 96   |                        | "Singled Out"                                  |      | 2020年2月15日      |
| 96   | "Brave the Last Dance" |                                                |      | 2020年2月15日      |
| 97   |                        | "Sister Act"                                   |      | 2020年5月11日      |
| 97   |                        | "House Flip"                                   |      | 2020年5月12日      |
| 98   |                        | "Don't You Fore-get About Me"                  |      | 2020年5月13日      |
| 98   |                        | "Tough Cookies"                                |      | 2020年5月14日      |
| 99   |                        | "On Thin Ice"                                  |      | 2019年6月8日       |
| 99   |                        | "Room and Hoard"                               |      | 2019年6月9日       |
| 100  |                        | "A Star is Scorned"                            |      | 2020年6月10日      |
| 100  |                        | "Senior Moment"                                |      | 2020年6月11日      |
| 101  |                        | "Wheel and Deal"                               |      | 2020年6月17日      |
| 101  |                        | "Feast or Family"                              |      | 2020年5月16日      |
| 102  |                        | "A Dark and Story Night"                       |      | 2020年5月16日      |
| 102  |                        | "Sand Hassles"                                 |      | 2020年6月15日      |
| 103  |                        | "How Double Dare You!"                         |      | 2020年7月20日      |
| 103  |                        | "Snoop's On"                                   |      | 2020年7月21日      |
| 104  |                        | "Friends in Dry Places"                        |      | 2020年7月22日      |
| 104  |                        | "Coupe Dreams"                                 |      | 2020年7月23日      |

### 第5シーズン（2020年 - 2022年）
| 話数 | サブタイトル             | 原題                       | 備考            | 放送日（アメリカ） |
| ---- | ------------------------ | -------------------------- | --------------- | ------------------ |
| 105  |                          | "Schooled!"                | 1時間スペシャル | 2020年9月11日      |
| 106  |                          | "Schooled!"                | 1時間スペシャル | 2020年9月11日      |
| 107  |                          | "The Boss Maybe"           |                 | 2020年9月18日      |
| 107  | "Family Bonding"         |                            |                 | 2020年9月18日      |
| 108  |                          | "Strife of the Party"      |                 | 2020年9月25日      |
| 108  | "Kernel of Truth"        |                            |                 | 2020年9月25日      |
| 109  |                          | "Ghosted!"                 |                 | 2020年10月9日      |
| 110  |                          | "Blinded by Science"       |                 | 2020年10月16日     |
| 110  | "Band Together"          |                            |                 | 2020年10月16日     |
| 111  |                          | "Cow Pie Kid"              |                 | 2021年1月22日      |
| 111  | "Saved by the Spell"     |                            |                 | 2021年1月22日      |
| 112  |                          | "Season's Cheatings"       |                 | 2020年12月5日      |
| 112  | "A Flipmas Carol"        |                            |                 | 2020年12月5日      |
| 113  |                          | "No Bus No Fuss"           |                 | 2021年1月29日      |
| 113  | "Resident Upheaval"      |                            |                 | 2021年1月29日      |
| 114  |                          | "Silence of the Luans"     |                 | 2021年3月26日      |
| 114  | "Undercover Mom"         |                            |                 | 2021年3月26日      |
| 115  |                          | "School of Shock"          |                 | 2021年2月5日       |
| 115  | "Electshunned"           |                            |                 | 2021年2月5日       |
| 116  |                          | "Zach Attack"              |                 | 2021年2月8日       |
| 116  | "Flying Solo"            |                            |                 | 2021年2月8日       |
| 117  |                          | "Hurl, Interrupted"        |                 | 2021年5月7日       |
| 117  | "Diamonds Are For Never" |                            |                 | 2021年5月7日       |
| 118  |                          | "Rumor Has It"             |                 | 2021年5月14日      |
| 118  | "Training Day"           |                            |                 | 2021年5月14日      |
| 119  |                          | "Director's Rut"           |                 | 2021年5月21日      |
| 119  | "Friday Night Fights"    |                            |                 | 2021年5月21日      |
| 120  |                          | "Grub Snub"                |                 | 2021年5月28日      |
| 120  | "She's All Bat"          |                            |                 | 2021年5月28日      |
| 121  |                          | "Much Ado About Noshing"   |                 | 2021年8月27日      |
| 121  | "Broadcast Blues"        |                            |                 | 2021年8月27日      |
| 122  |                          | "Camped!"                  |                 | 2021年5月31日      |
| 123  |                          | "Dad Reputation"           |                 | 2021年7月16日      |
| 123  |                          | "Dream a Lily Dream"       |                 | 2021年8月27日      |
| 124  |                          | "How the Best Was Won"     |                 | 2021年12月11日     |
| 124  |                          | "Animal House"             |                 | 2021年10月29日     |
| 125  |                          | "Lori Days"                |                 | 2021年8月27日      |
| 125  |                          | "In the Mick of Time"      |                 | 2021年7月16日      |
| 126  |                          | "Fam Scam"                 |                 | 2021年11月5日      |
| 126  | "Farm to Unstable"       |                            |                 | 2021年11月5日      |
| 127  |                          | "Diss the Cook"            |                 | 2021年11月12日     |
| 127  | "For Sale by Loner"      |                            |                 | 2021年11月12日     |
| 128  |                          | "Fright Bite"              |                 | 2021年10月15日     |
| 128  |                          | "The Loudly Bones"         |                 | 2021年11月26日     |
| 129  |                          | "Runaway McBride"          |                 | 2022年3月4日       |
| 129  | "High Crimes"            |                            |                 | 2022年3月4日       |
| 130  |                          | "Appetite for Destruction" |                 | 2022年1月16日      |
| 130  | "Frame on You"           |                            |                 | 2022年1月16日      |

### 第6シーズン（2022年 - 2023年）
| 話数 | サブタイトル            | 原題                               | 備考 | 放送日（アメリカ） |
| ---- | ----------------------- | ---------------------------------- | ---- | ------------------ |
| 131  |                         | "Present Danger"                   |      | 2022年5月30日      |
| 131  | "Stressed for the Part" |                                    |      | 2022年5月30日      |
| 132  |                         | "Don't Escar-go"                   |      | 2022年3月11日      |
| 132  | "Double Trouble"        |                                    |      | 2022年3月11日      |
| 133  |                         | "Flip This Flip"                   |      | 2022年3月18日      |
| 133  | "Haunted House Call"    |                                    |      | 2022年3月18日      |
| 134  |                         | "Save Royal Woods!"                |      | 2022年7月1日       |
| 135  |                         | "The Taunting Hour"                |      | 2022年3月25日      |
| 135  | "Musical Chairs"        |                                    |      | 2022年3月25日      |
| 136  |                         | "A Bug's Strife"                   |      | 2022年4月1日       |
| 136  | "All the Rage"          |                                    |      | 2022年4月1日       |
| 137  |                         | "Scoop Snoop"                      |      | 2022年4月8日       |
| 137  | "Eye Can't"             |                                    |      | 2022年4月8日       |
| 138  |                         | "Dine and Bash"                    |      | 2022年4月15日      |
| 138  | "Sofa, So Good"         |                                    |      | 2022年4月15日      |
| 139  |                         | "The Last Laugh"                   |      | 2022年6月17日      |
| 139  | "Driver's Dread"        |                                    |      | 2022年6月17日      |
| 140  |                         | "Bummer Camp"                      |      | 2022年6月10日      |
| 140  | "Sleepstakes"           |                                    |      | 2022年6月10日      |
| 141  |                         | "Cat-astrophe"                     |      | 2022年6月24日      |
| 141  | "Prize Fighter"         |                                    |      | 2022年6月24日      |
| 142  |                         | "Time Trap!"                       |      | 2022年6月3日       |
| 143  |                         | "Crashed Course"                   |      | 2022年9月5日       |
| 143  |                         | "Puns and Buns"                    |      | 2022年7月8日       |
| 144  |                         | "Lights, Camera, Nuclear Reaction" |      | 2022年7月15日      |
| 144  |                         | "Food Courting"                    |      | 2022年7月8日       |
| 145  |                         | "Save the Last Pants"              |      | 2022年7月15日      |
| 145  |                         | "A Stella Performance"             |      | 2022年9月5日       |
| 146  |                         | "Hiccups and Downs"                |      | 2022年7月29日      |
| 146  |                         | "The Loathe Boat"                  |      | 2022年8月5日       |
| 147  |                         | "Cheer Pressure"                   |      | 2022年9月9日       |
| 147  | "Stroke of Luck"        |                                    |      | 2022年9月9日       |
| 148  |                         | "Space Jammed"                     |      | 2022年9月16日      |
| 148  | "Crown and Dirty"       |                                    |      | 2022年9月16日      |
| 149  |                         | "The Orchid Grief"                 |      | 2022年9月23日      |
| 149  | "Forks and Knives Out"  |                                    |      | 2022年9月23日      |
| 150  |                         | "The Loud Cloud"                   |      | 2022年9月30日      |
| 150  | "You Auto Know Better"  |                                    |      | 2022年9月30日      |
| 151  |                         | "Great Lakes Freakout!"            |      | 2022年10月21日     |
| 152  |                         | "Pop Pop the Question"             |      | 2022年12月25日     |
| 152  | "Lynn and Order"        |                                    |      | 2022年12月25日     |
| 153  |                         | "Snow Escape"                      |      | 2022年12月20日     |
| 153  | "Snow News Day"         |                                    |      | 2022年12月20日     |
| 154  |                         | "Day of the Dad"                   |      | 2023年5月8日       |
| 154  |                         | "Small Blunder"                    |      | 2023年5月9日       |
| 155  |                         | "Fashion No Show"                  |      | 2023年5月10日      |
| 155  |                         | "Doom Service"                     |      | 2023年5月11日      |
| 156  |                         | "The Hurt Lockers"                 |      | 2023年5月15日      |
| 156  |                         | "Love Stinks"                      |      | 2023年5月16日      |

### 第7シーズン（2023年 - 2024年）
| 話数 | サブタイトル                    | 原題                                 | 備考 | 放送日（アメリカ） |
| ---- | ------------------------------- | ------------------------------------ | ---- | ------------------ |
| 157  |                                 | "Waking History"                     |      | 2023年5月17日      |
| 157  |                                 | "Pranks Fore Nothing"                |      | 2023年5月18日      |
| 158  |                                 | "Child's Play"                       |      | 2023年5月22日      |
| 158  |                                 | "Force of Habits"                    |      | 2023年5月23日      |
| 159  |                                 | "Candy Crushed"                      |      | 2023年5月24日      |
| 159  |                                 | "Master of Delusion"                 |      | 2023年5月25日      |
| 160  |                                 | "Bye Bye Birthday"                   |      | 2023年9月28日      |
| 160  |                                 | "Tough Guise"                        |      | 2023年9月7日       |
| 161  |                                 | "Road Trip: Bizarritorium"           |      | 2023年7月14日      |
| 162  |                                 | "Road Trip: Bringing Down the House" |      | 2023年7月14日      |
| 162  | "Road Trip: Mountain Hard Pass" |                                      |      | 2023年7月14日      |
| 163  |                                 | "Road Trip: From Brad to Worse"      |      | 2023年7月14日      |
| 163  | "Road Trip: Doll Day Afternoon" |                                      |      | 2023年7月14日      |
| 164  |                                 | "Road Trip: Screen Queen"            |      | 2023年7月14日      |
| 164  | "Road Trip: Hide and Sneak"     |                                      |      | 2023年7月14日      |
| 165  |                                 | "Out of Step"                        |      | 2023年9月5日       |
| 165  | "Too Cool for School"           |                                      |      | 2023年9月5日       |
| 166  |                                 | "Music to My Fears"                  |      | 2023年9月5日       |
| 166  | "Fluff and Foiled"              |                                      |      | 2023年9月5日       |
| 167  |                                 | "Leave No Van Behind"                |      | 2023年9月11日      |
| 167  |                                 | "Sponsor Tripped"                    |      | 2023年9月12日      |
| 168  |                                 | "Party Fowl"                         |      | 2023年9月13日      |
| 168  |                                 | "Sleepless in Royal Woods"           |      | 2023年9月14日      |
| 169  |                                 | "Hunn-cut Gems"                      |      | 2024年1月16日      |
| 169  |                                 | "Can't Lynn Them All"                |      | 2024年1月17日      |
| 170  |                                 | "Bye, Tanya"                         |      | 2024年1月18日      |
| 170  |                                 | "What Lies Beneath"                  |      | 2024年1月22日      |
| 171  |                                 | "An Inspector Falls"                 |      | 2024年1月23日      |
| 171  |                                 | "One in a Million"                   |      | 2024年1月24日      |
| 172  |                                 | "Dread of the Class"                 |      | 2024年1月25日      |
| 172  |                                 | "Welcome to the Doll Heist"          |      | 2024年6月3日       |
| 173  |                                 | "'Twas the Fight Before Christmas"   |      | 2023年12月1日      |
| 174  |                                 | "Let's Break a Deal"                 |      | 2024年6月3日       |
| 174  |                                 | "A Dish Come True"                   |      | 2024年6月4日       |
| 175  |                                 | "Beg, Borrow and Steele"             |      | 2024年6月4日       |
| 175  |                                 | "There Will Be Mud"                  |      | 2024年6月5日       |
| 176  |                                 | "Riddle School"                      |      | 2024年6月5日       |
| 176  |                                 | "Love Me Tenor"                      |      | 2024年6月6日       |

### 第8シーズン（2024年 - ）
| 話数 | サブタイトル | 原題                           | 備考 | 放送日（アメリカ） |
| ---- | ------------ | ------------------------------ | ---- | ------------------ |
| 177  |              | "Homeward Bound"               |      | 2024年6月10日      |
| 177  |              | "Pressure Cooker"              |      | 2024年6月11日      |
| 178  |              | "Steeling Thunder"             |      | 2024年6月12日      |
| 178  |              | "Be Careful What You Fish For" |      | 2024年6月13日      |
| 179  |              | "Only Mime Will Tell"          |      | 2024年6月17日      |
| 179  |              | "The Winning Spirit"           |      | 2024年6月18日      |
| 180  |              | "InTODDnito"                   |      | 2024年6月19日      |
| 180  |              | "Weather or Not"               |      | 2024年6月20日      |